# Llista d'asteroides/159801-159900
| Nom                | Designació provisional | Data de descobriment   | Lloc de descobriment | Descobridor/s                   |
| ------------------ | ---------------------- | ---------------------- | -------------------- | ------------------------------- |
| 159801 -           | 2003 RT16              | 15 de setembre de 2003 | Palomar              | NEAT                            |
| 159802 -           | 2003 RN17              | 15 de setembre de 2003 | Palomar              | NEAT                            |
| 159803 -           | 2003 RW21              | 13 de setembre de 2003 | Haleakala            | NEAT                            |
| 159804 -           | 2003 SN13              | 16 de setembre de 2003 | Kitt Peak            | Spacewatch                      |
| 159805 -           | 2003 SG29              | 18 de setembre de 2003 | Palomar              | NEAT                            |
| 159806 -           | 2003 SG51              | 18 de setembre de 2003 | Palomar              | NEAT                            |
| 159807 -           | 2003 SB52              | 18 de setembre de 2003 | Palomar              | NEAT                            |
| 159808 -           | 2003 SL71              | 18 de setembre de 2003 | Kitt Peak            | Spacewatch                      |
| 159809 -           | 2003 SQ77              | 19 de setembre de 2003 | Kitt Peak            | Spacewatch                      |
| 159810 -           | 2003 SJ89              | 18 de setembre de 2003 | Palomar              | NEAT                            |
| 159811 -           | 2003 SJ148             | 16 de setembre de 2003 | Socorro              | LINEAR                          |
| 159812 -           | 2003 SG186             | 22 de setembre de 2003 | Anderson Mesa        | LONEOS                          |
| 159813 -           | 2003 SY194             | 20 de setembre de 2003 | Palomar              | NEAT                            |
| 159814 -           | 2003 SS217             | 27 de setembre de 2003 | Kleť                 | Kleť                            |
| 159815 -           | 2003 SF220             | 26 de setembre de 2003 | Goodricke-Pigott     | R. A. Tucker                    |
| 159816 -           | 2003 SJ232             | 24 de setembre de 2003 | Haleakala            | NEAT                            |
| 159817 -           | 2003 SE234             | 25 de setembre de 2003 | Palomar              | NEAT                            |
| 159818 -           | 2003 SM264             | 28 de setembre de 2003 | Socorro              | LINEAR                          |
| 159819 -           | 2003 SX284             | 20 de setembre de 2003 | Socorro              | LINEAR                          |
| 159820 -           | 2003 SY286             | 21 de setembre de 2003 | Palomar              | NEAT                            |
| 159821 -           | 2003 SS294             | 28 de setembre de 2003 | Socorro              | LINEAR                          |
| 159822 -           | 2003 SR303             | 17 de setembre de 2003 | Palomar              | NEAT                            |
| 159823 -           | 2003 SO310             | 28 de setembre de 2003 | Anderson Mesa        | LONEOS                          |
| 159824 -           | 2003 SM315             | 28 de setembre de 2003 | Haleakala            | NEAT                            |
| 159825 -           | 2003 SH321             | 20 de setembre de 2003 | Kitt Peak            | Spacewatch                      |
| 159826 -           | 2003 SF331             | 26 de setembre de 2003 | Apache Point         | SDSS                            |
| 159827 Keithmullen | 2003 TD2               | 4 d'octubre de 2003    | Junk Bond            | D. Healy                        |
| 159828 -           | 2003 TS12              | 15 d'octubre de 2003   | Palomar              | NEAT                            |
| 159829 -           | 2003 TV57              | 15 d'octubre de 2003   | Anderson Mesa        | LONEOS                          |
| 159830 -           | 2003 UL63              | 16 d'octubre de 2003   | Palomar              | NEAT                            |
| 159831 -           | 2003 UF64              | 16 d'octubre de 2003   | Anderson Mesa        | LONEOS                          |
| 159832 -           | 2003 UQ64              | 16 d'octubre de 2003   | Anderson Mesa        | LONEOS                          |
| 159833 -           | 2003 UL90              | 20 d'octubre de 2003   | Kitt Peak            | Spacewatch                      |
| 159834 -           | 2003 UL117             | 21 d'octubre de 2003   | Socorro              | LINEAR                          |
| 159835 -           | 2003 UA134             | 20 d'octubre de 2003   | Palomar              | NEAT                            |
| 159836 -           | 2003 UB139             | 16 d'octubre de 2003   | Palomar              | NEAT                            |
| 159837 -           | 2003 UG157             | 20 d'octubre de 2003   | Socorro              | LINEAR                          |
| 159838 -           | 2003 UH163             | 21 d'octubre de 2003   | Socorro              | LINEAR                          |
| 159839 -           | 2003 UL171             | 19 d'octubre de 2003   | Kitt Peak            | Spacewatch                      |
| 159840 -           | 2003 UL247             | 24 d'octubre de 2003   | Haleakala            | NEAT                            |
| 159841 -           | 2003 UR263             | 27 d'octubre de 2003   | Socorro              | LINEAR                          |
| 159842 -           | 2003 UF282             | 29 d'octubre de 2003   | Anderson Mesa        | LONEOS                          |
| 159843 -           | 2003 VA6               | 15 de novembre de 2003 | Goodricke-Pigott     | R. A. Tucker                    |
| 159844 -           | 2003 WA12              | 18 de novembre de 2003 | Palomar              | NEAT                            |
| 159845 -           | 2003 WB49              | 19 de novembre de 2003 | Kitt Peak            | Spacewatch                      |
| 159846 -           | 2003 WB65              | 19 de novembre de 2003 | Kitt Peak            | Spacewatch                      |
| 159847 -           | 2003 WG85              | 20 de novembre de 2003 | Palomar              | NEAT                            |
| 159848 -           | 2003 WS153             | 21 de novembre de 2003 | Palomar              | NEAT                            |
| 159849 -           | 2003 XM6               | 3 de desembre de 2003  | Socorro              | LINEAR                          |
| 159850 -           | 2003 YC35              | 18 de desembre de 2003 | Haleakala            | NEAT                            |
| 159851 -           | 2003 YE111             | 17 de desembre de 2003 | Needville            | W. G. Dillon, J. Dellinger      |
| 159852 -           | 2003 YF143             | 28 de desembre de 2003 | Socorro              | LINEAR                          |
| 159853 -           | 2004 FK4               | 20 de març de 2004     | Tenagra II           | M. B. Schwartz, P. R. Holvorcem |
| 159854 -           | 2004 FT15              | 20 de març de 2004     | Siding Spring        | Siding Spring                   |
| 159855 -           | 2004 FD147             | 30 de març de 2004     | Socorro              | LINEAR                          |
| 159856 -           | 2004 JW6               | 13 de maig de 2004     | Socorro              | LINEAR                          |
| 159857 -           | 2004 LJ1               | 10 de juny de 2004     | Socorro              | LINEAR                          |
| 159858 -           | 2004 LK16              | 12 de juny de 2004     | Palomar              | NEAT                            |
| 159859 -           | 2004 LE23              | 15 de juny de 2004     | Socorro              | LINEAR                          |
| 159860 -           | 2004 PS13              | 7 d'agost de 2004      | Palomar              | NEAT                            |
| 159861 -           | 2004 PU28              | 6 d'agost de 2004      | Palomar              | NEAT                            |
| 159862 -           | 2004 PP33              | 8 d'agost de 2004      | Anderson Mesa        | LONEOS                          |
| 159863 -           | 2004 PD50              | 8 d'agost de 2004      | Socorro              | LINEAR                          |
| 159864 -           | 2004 PH50              | 8 d'agost de 2004      | Socorro              | LINEAR                          |
| 159865 Silvialonso | 2004 PX66              | 12 d'agost de 2004     | Begues               | Begues                          |
| 159866 -           | 2004 PM75              | 8 d'agost de 2004      | Anderson Mesa        | LONEOS                          |
| 159867 -           | 2004 PU77              | 9 d'agost de 2004      | Socorro              | LINEAR                          |
| 159868 -           | 2004 PS91              | 12 d'agost de 2004     | Socorro              | LINEAR                          |
| 159869 -           | 2004 PF94              | 10 d'agost de 2004     | Socorro              | LINEAR                          |
| 159870 -           | 2004 PP103             | 12 d'agost de 2004     | Socorro              | LINEAR                          |
| 159871 -           | 2004 QF17              | 23 d'agost de 2004     | Wise                 | Wise                            |
| 159872 -           | 2004 RU29              | 7 de setembre de 2004  | Socorro              | LINEAR                          |
| 159873 -           | 2004 RE36              | 7 de setembre de 2004  | Socorro              | LINEAR                          |
| 159874 -           | 2004 RS53              | 8 de setembre de 2004  | Socorro              | LINEAR                          |
| 159875 -           | 2004 RZ58              | 8 de setembre de 2004  | Socorro              | LINEAR                          |
| 159876 -           | 2004 RN74              | 8 de setembre de 2004  | Socorro              | LINEAR                          |
| 159877 -           | 2004 RY74              | 8 de setembre de 2004  | Socorro              | LINEAR                          |
| 159878 -           | 2004 RG139             | 8 de setembre de 2004  | Palomar              | NEAT                            |
| 159879 -           | 2004 RO150             | 9 de setembre de 2004  | Socorro              | LINEAR                          |
| 159880 -           | 2004 RE156             | 10 de setembre de 2004 | Socorro              | LINEAR                          |
| 159881 -           | 2004 RL254             | 6 de setembre de 2004  | Palomar              | NEAT                            |
| 159882 -           | 2004 RQ289             | 14 de setembre de 2004 | Goodricke-Pigott     | R. A. Tucker                    |
| 159883 -           | 2004 RA310             | 13 de setembre de 2004 | Socorro              | LINEAR                          |
| 159884 -           | 2004 RU310             | 13 de setembre de 2004 | Palomar              | NEAT                            |
| 159885 -           | 2004 SK16              | 17 de setembre de 2004 | Anderson Mesa        | LONEOS                          |
| 159886 -           | 2004 SP33              | 17 de setembre de 2004 | Socorro              | LINEAR                          |
| 159887 -           | 2004 SF55              | 22 de setembre de 2004 | Socorro              | LINEAR                          |
| 159888 -           | 2004 SL59              | 22 de setembre de 2004 | Socorro              | LINEAR                          |
| 159889 -           | 2004 TR14              | 10 d'octubre de 2004   | Socorro              | LINEAR                          |
| 159890 -           | 2004 TP15              | 9 d'octubre de 2004    | Kitt Peak            | Spacewatch                      |
| 159891 -           | 2004 TD59              | 5 d'octubre de 2004    | Kitt Peak            | Spacewatch                      |
| 159892 -           | 2004 TC66              | 5 d'octubre de 2004    | Anderson Mesa        | LONEOS                          |
| 159893 -           | 2004 TB77              | 7 d'octubre de 2004    | Socorro              | LINEAR                          |
| 159894 -           | 2004 TO77              | 7 d'octubre de 2004    | Kitt Peak            | Spacewatch                      |
| 159895 -           | 2004 TA101             | 6 d'octubre de 2004    | Kitt Peak            | Spacewatch                      |
| 159896 -           | 2004 TG119             | 6 d'octubre de 2004    | Socorro              | LINEAR                          |
| 159897 -           | 2004 TS130             | 7 d'octubre de 2004    | Socorro              | LINEAR                          |
| 159898 -           | 2004 TO216             | 12 d'octubre de 2004   | Kitt Peak            | Spacewatch                      |
| 159899 -           | 2004 TB282             | 12 d'octubre de 2004   | Kvistaberg           | Uppsala-DLR Asteroid Survey     |
| 159900 -           | 2004 TF283             | 7 d'octubre de 2004    | Palomar              | NEAT                            |